# Richard Schabl
Richard Schabl es un deportista alemán que compitió en esquí acrobático. Ganó una medalla de oro en el Campeonato Mundial de Esquí Acrobático de 1986, en la prueba de acrobacias.

## Medallero internacional
| Campeonato Mundial | Campeonato Mundial | Campeonato Mundial | Campeonato Mundial |
| Año                | Lugar              | Medalla            | Prueba             |
| ------------------ | ------------------ | ------------------ | ------------------ |
| 1986               | Tignes (Francia)   | Medalla de oro     | Acrobacias         |